# Alphonse d'Ève
Alphonse d'Ève (Courtrai o Bruxelles, 1666 – Anversa, 1727) è stato un compositore fiammingo.

## Biografia
Compì i suoi studi musicali a Courtrai. Entrò in seguito in seminario e fu ordinato presbitero.
Per lungo tempo fu direttore del coro della chiesa di San Martino a Courtrai. Fu autore soprattutto di musica sacra, in particolare di due raccolte di Messe e mottetti: il Genius musicus op. I (1700) e il Philomela delectans op. III (1708).. Il 5 novembre 1718 ottenne l'incarico di maestro di cappella della chiesa di Nostra Signora di Anversa, ma nel 1725 il capitolo gli chiese di ritirarsi a motivo della sua età avanzata.